# Verteiltes soziales Netzwerk
Ein verteiltes soziales Netzwerk ist ein soziales Netzwerk im Internet, das dezentral und verteilt über verschiedene Provider agiert. Es besteht aus mehreren Websites, auf denen Nutzer mit anderen Nutzern, die sich ebenfalls auf einer derartigen Seite im Netzwerk befinden, kommunizieren können. Inzwischen können unterschiedliche verteilte Soziale Netzwerke dank gemeinsam verwendeten offen standardisierten Kommunikationsprotokollen miteinander kommunizieren und sind somit föderiert. Das Ensemble der so miteinander verbundenen Verteilten sozialen Netzwerken wird Fediverse genannt.

## Funktionalität

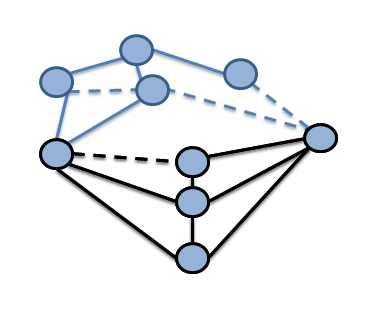
Symbolbild:
In einem verteilten sozialen Netzwerk werden einzelne Knotenpunkte auch „Pods“, „Trees“ oder „Nodes“ genannt.

Eine soziale Website, die in einem verteilten sozialen Netzwerk agiert, ist interoperabel mit anderen Seiten des Netzwerks und befindet sich ebenfalls in Föderation mit diesen. Die Kommunikation zwischen ebendiesen sozialen Websites wird über Soziale-Netzwerk-Protokolle gewährleistet. Software, die Verteilte Soziale Netzwerke unterstützt, ist meistens auch portabel. Damit ist es einfach, diese Software für die verschiedensten Website-Plattformen zu adaptieren. Soziale Verteilte Netze stehen im Kontrast zu sozialen Netzwerk-Aggregationsdiensten (englisch „Social network aggregation-services“), welche genutzt werden, um Benutzerkonten und deren Aktivitäten, die über mehrere eigenständige soziale Netzwerke verteilt sind, zu verwalten.

## Geschichte
Die Electronic Frontier Foundation (EFF) – eine US-amerikanische Organisation von Interessenvertretern für zivile Freiheiten im Internet – befürwortet das Modell verteilter sozialer Netzwerke und bezeichnet es als eine Variante „die am plausibelsten die Kontrolle und Entscheidungen wieder in die Hände der Internetnutzer zurücklegen kann“, denn diese Variante erlaubt es z. B. Personen die unter einem restriktiven Regime leben, zum „Durchführen von Aktivismus auf sozialen Netzwerkseiten, während man ebenfalls die Wahl von Leistung und Anbietern beibehält, was wiederum die eigene Sicherheit und Anonymität schützt“.
Das World Wide Web Consortium (W3C) – die internationale Hauptstandardisierungsorganisation für das World Wide Web – startete eine „Social activity“ im Juli 2014 um Standards für Interoperabilität sozialer Webapplikationen zu schaffen.

## Namensgebrauch
Ein paar wenige Soziale-Netzwerk-Dienstanbieter nutzten den Begriff nicht im eigentlichen Sinn, sondern weitläufiger, um ihre providerspezifischen Dienstleistungen, die verteilbar über verschiedene Websites sind (üblicherweise durch Hinzufügen von „Widgets“ oder Plug-ins), anzupreisen. Durch diese Add-Ons wurde die Funktionalität des sozialen Netzwerkes in die Nutzerwebseite implementiert.

## Vergleich von Software und Protokollen
Verteilte soziale Netzwerkprojekte entwickeln im Allgemeinen Software, Protokolle oder auch beides. Die Software ist meistens quelloffen und die Protokolle, die es nützt, folgen ebenfalls meistens offenen Standards.

### Software-Projekte
- Diaspora ist ein soziales verteiltes Netzwerk, welches von der Oberfläche an Google+ erinnert
- Friendica ist ein soziales verteiltes Netzwerk, aber auch ein sozialer Netzwerkaggregationsdienst
- GNU Social ist ein freies soziales verteiltes Netzwerk, welches von der Oberfläche an Twitter erinnert und das in pump.io ursprünglich verwendete StatusNet-Protokoll nutzt.
- Hubzilla ist ein quelloffenes modulares Webserver-basiertes Betriebssystem, das Technologien für Publikation, soziale Medien, Daten-Sharing, Chat und mehr in sich vereint
- Libertree ist ein soziales verteiltes Netzwerk, das mit seiner Oberfläche und seinen Funktionen 2014 versuchte, neue Wege zu gehen.
- Mastodon ist ein soziales verteiltes Netzwerk, welches funktional ähnlich zu Twitter ist
- Matrix erlaubt, Ende-zu-Ende-verschlüsselt mit einem Partner oder in Gruppen zu chatten. Die IP-Telefonie und Video-Telefonie sind auch Teil des Funktionsumfangs
- Movim ist ein auf XMPP basiertes soziales verteiltes Netzwerk[3]
- pump.io ist ein soziales verteiltes Netzwerk, welches von der Oberfläche an Twitter erinnert

### Protokolle
Offene Standards wie OAuth-Autorisierung, OpenID-Authentifizierung, Ostatus-Föderation, XRD-Metadatenbefund, das Portable-Kontakte-Protokoll, das Wave-Föderation-Protokoll, XMPP (auch unter dem Namen Jabber bekannt), OpenSocial-Widget-APIs, mikroformaten wie XFN und hCard und Atom-Webfeeds – des Öfteren gemeinhin zusammengefasst als Open Stack bezeichnet – werden oft als Technologien zitiert, die verteilte soziale Netzwerke erst möglich machten.